# Rhodospatha oblongata
Rhodospatha oblongata är en kallaväxtart som beskrevs av Eduard Friedrich Poeppig. Rhodospatha oblongata ingår i släktet Rhodospatha och familjen kallaväxter. Inga underarter finns listade.

## Bildgalleri

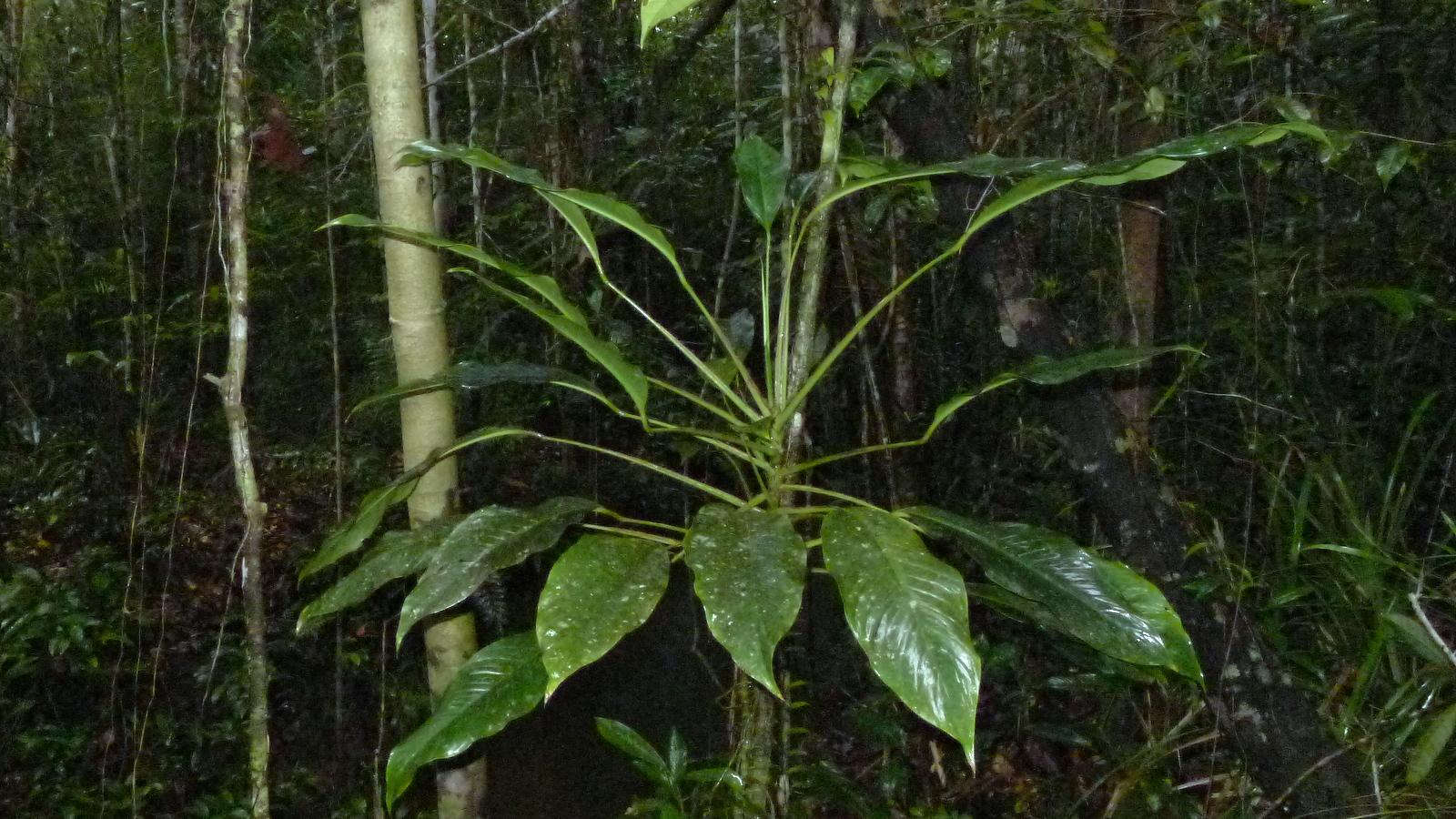
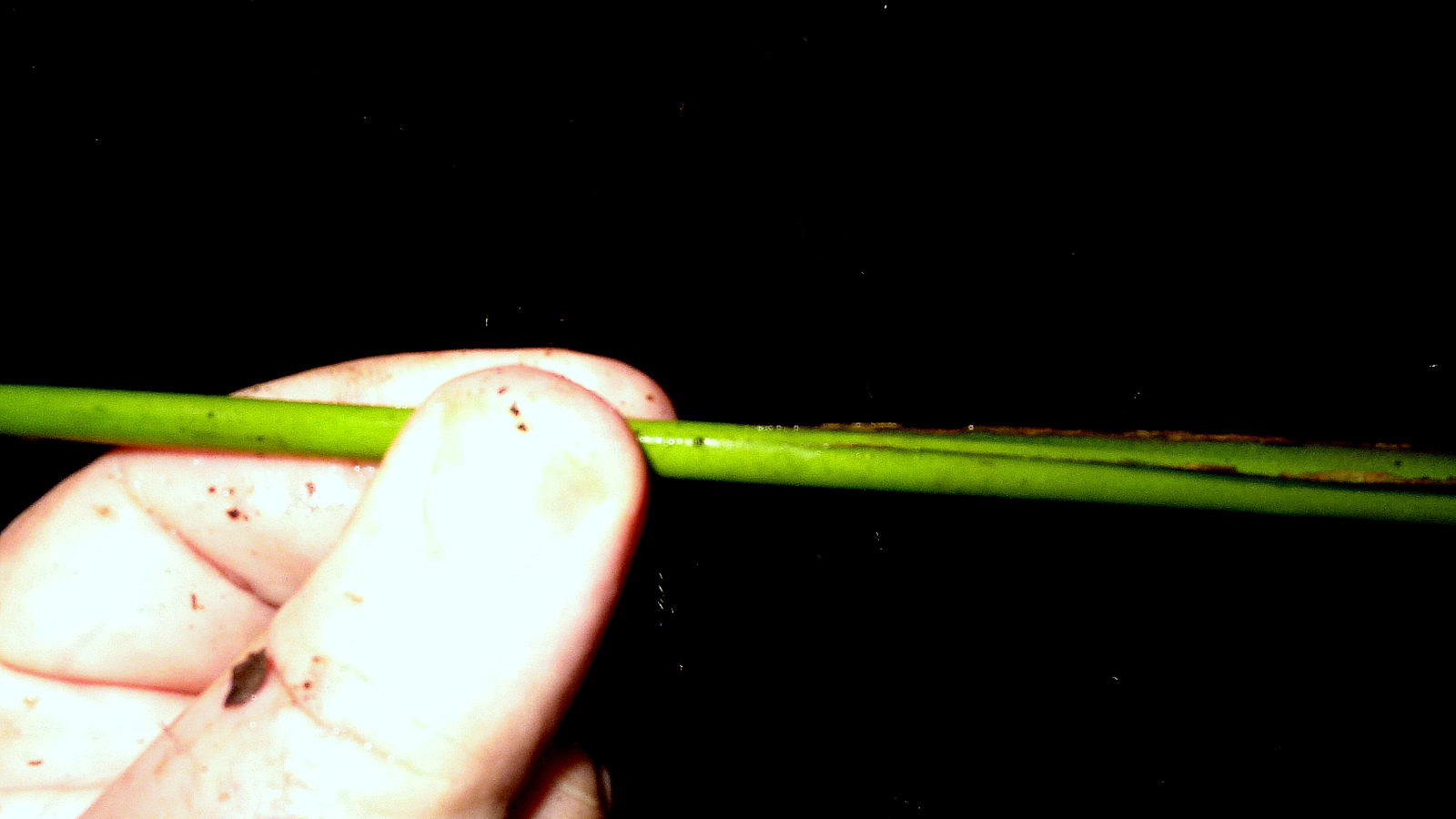
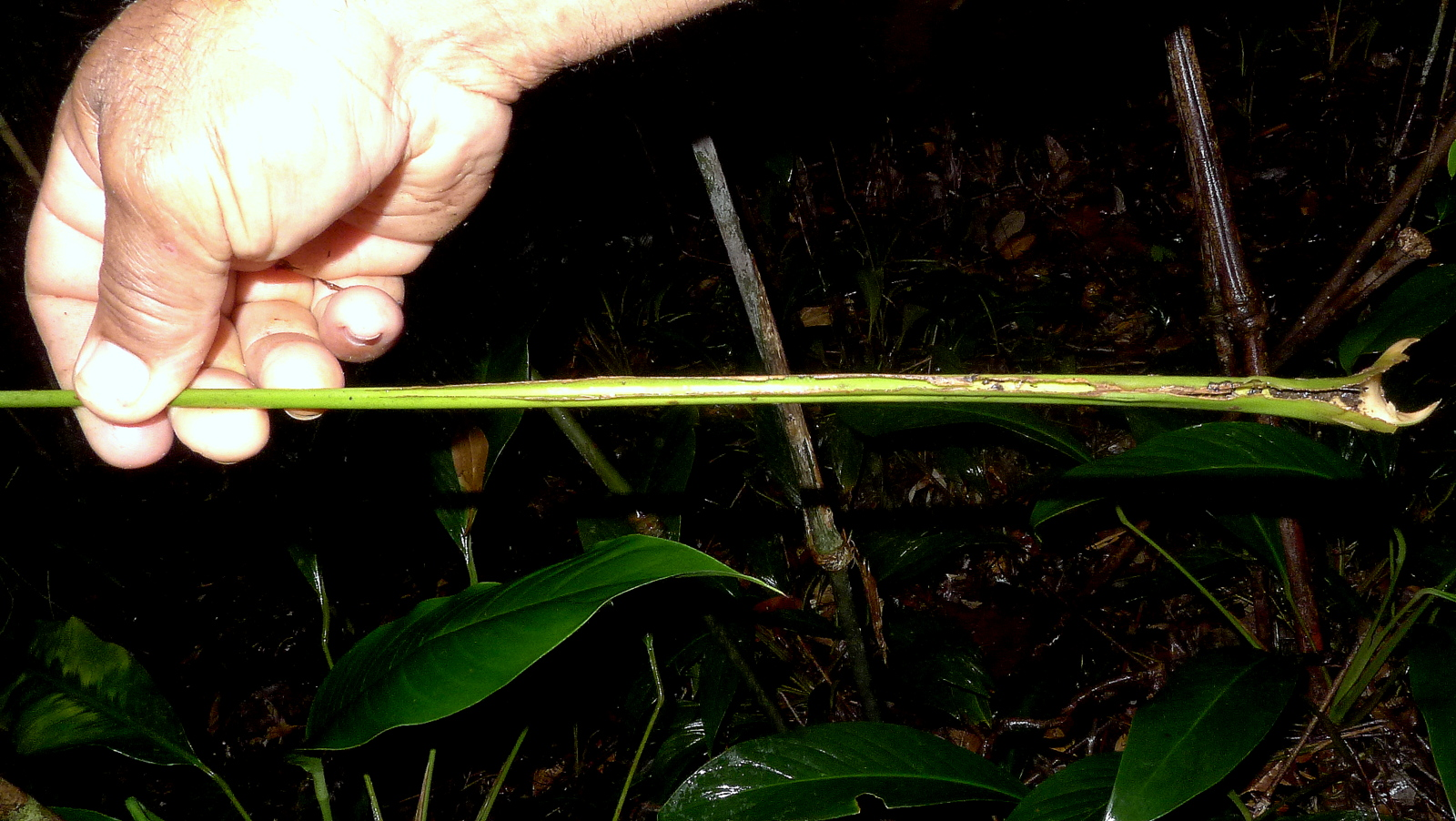
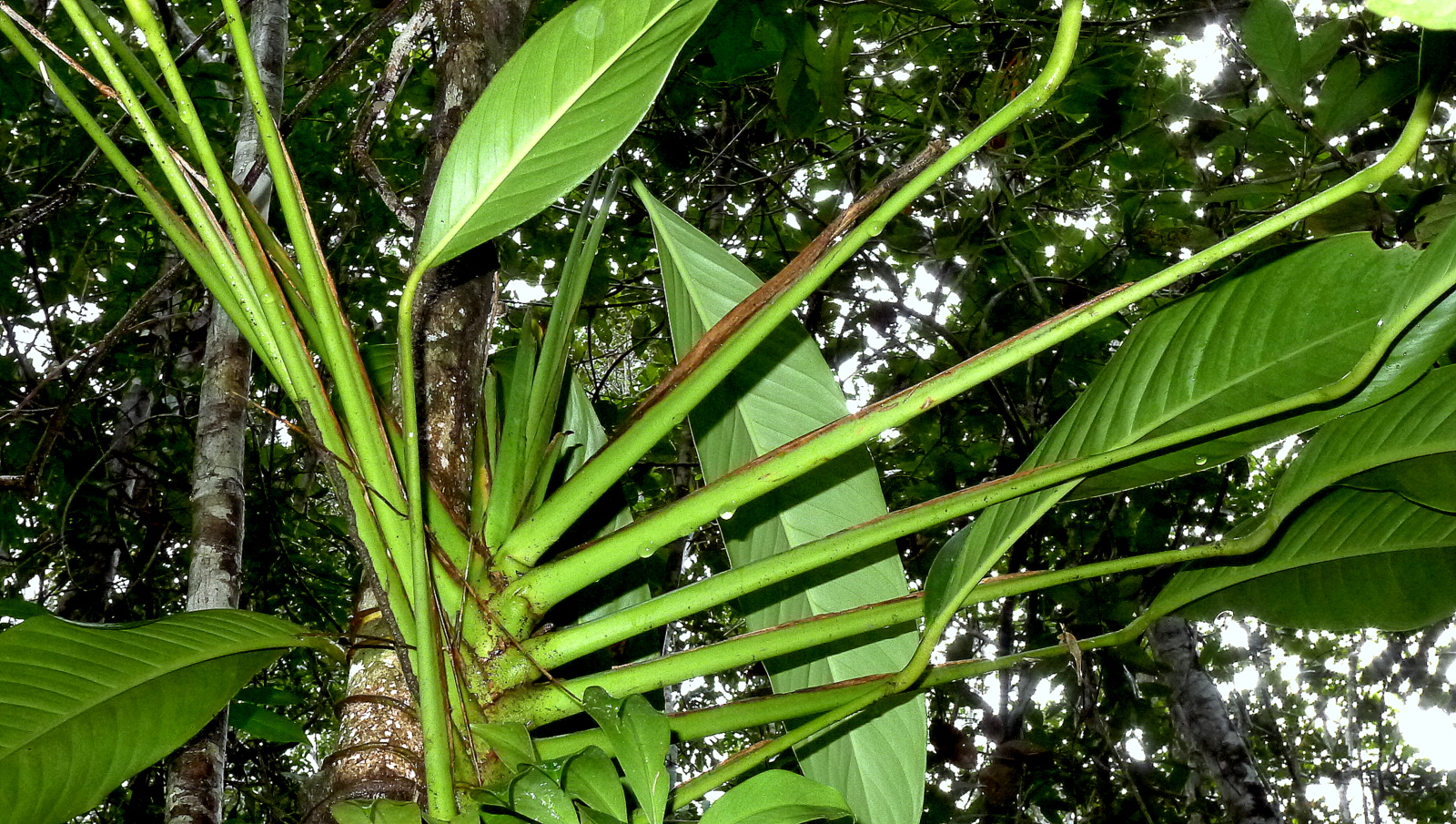